# Rhynchagrotis inelegans
Rhynchagrotis inelegans là một loài bướm đêm trong họ Noctuidae.